# Гать (Луцький район)
Гать — село в Україні, у Луцькому районі Волинської області. Розташоване на березі р. Чорногузки. Входить до складу Торчинської селищної громади. Населення становить 275 осіб.

## Географія
На північ від села знаходиться гідрологічний заказник місцевого значення Чорногузка, створений з метою охорони екосистеми однойменної річки.

## Пам'ятки археології
- У північно-західній частині села, в урочищі «Цвинтар», на схилі першої надзаплавної тераси правого берега р. Чорногузки заввишки 8-10 м над рівнем заплави — багатошарове поселення тшинецько-комарівської, вельбарської культур та періоду XII—XV ст. площею близько 1 га. Сліди пам'ятки відмічені на північ від ґрунтової дороги, що веде до тваринницької ферми. Речові матеріали зібрані з території присадибних ділянок селян.
- У північно-західній частині села, в урочищі «Млин», поблизу зруйнованого цвинтаря XVII—XIX ст., на мисі першої надзаплавної тераси правого берега р. Чорногузки заввишки близько 12 м над рівнем заплави — багатошарове поселення тшинецько-комарівської, вельбарської культур і давньоруського періоду XI—XIII ст. площею до 1 га.
- За 0,2 км на північний захід від села, на прилеглій до тваринницької ферми території, на півовальному в плані мисі першої надзаплавної тераси правого берега р. Чорногузки висотою до 8 м над рівнем заплави — селище давньоруського періоду XII—XIII ст. площею близько 2 га.
- За 1,5 км на захід від села, на лагідному схилі першої надзаплавної тераси правого берега р. Чорногузки висотою 2-3 м над рівнем заплави, у місці впадіння в річку допливу Верболіз — селище періоду XII—XV ст. площею до 3 га.
- За 2 км на південний захід від села, на лагідному схилі першої надзаплавної тераси правого берега потоку Верболіз висотою 3-4 м над рівнем заплави — селище періоду XII—XV ст. площею до 2 га.
- У північній частині села, за 150 м на північ від цвинтаря, на мисі прямокутної форми розмірами 200×400 м першої надзаплавної тераси правого берега р. Чорногузки заввишки 8-10 м над рівнем заплави — двошарове поселення тшинецько-комарівської культури і давньоруського періоду XII—XIII ст. площею близько 1 га.
- За 0,5 км на північ від села, на півовальному в плані мисі першої надзаплавної тераси правого берега Чорногузки висотою 10-12 м над рівнем заплави — двошарове поселення пізньопалеолітичного часу і давньоруського періоду XII—XIII ст. площею до 1 га.
- У північно-східній частині села, за 0,3 км на південний захід від шосейного мосту, на схилі першої надзаплавної тераси берега Чорногузки висотою 8-10 м над рівнем заплави — селище давньоруського періоду XII—XIII ст. площею до 1 га[1].

## Історія
Село засноване наприкінці XV ст. За місцевим переказом, назва села походить від «гаті» — дерев'яного помосту, який було перекинуто з метою прокласти шлях через р. Чорногузку. У 1583 р. село належало Кирдею Олізару, котрий походив з родини кримсько-татарського перекопського паші, що перейшов на литовську службу у середині XIV ст. й хрестився за римським обрядом, від якого веде свою генеалогію польська шляхецька родина Велигоських. На початку XVI ст. Гать опинилася у власності родини Гулевичів. З 1629 р. власником села став Симен (Сильвестр) Гулевич-Воютинський, який отримав Гать у подарунок від свого брата Павла Гулевича-Воютинского, котрий, у 1636 р., подарував Гать в числі інших сіл заснованому ним Білостоцькому монастиреві. Після його смерті 1646 р., рішенням Люблінського трибуналу, с. Гать було вилучено з володінь монастиря і повернуто колишньому власнику шляхтичу Свенцицькому.
З документів, опрацьованих у 70-ті рр. XIX ст. В.Абрамовичем, випливає, що після входження Волині до складу Російської імперії (1795 р.) парафіяльна церква с. Гать була практично відразу переведена з унії на православ'я, а її священником було призначено Якова Скульського (помер 1814 р.). У липні 1796 р. цьому священнику було також підпорядковано Михайлівську церкву раніше православного, а у цей час — василіанського Білостоцького монастиря, оскільки в Білостоці не було окремої православної парафії. Пізніших відомостей про православну парафію с. Гать немає, очевидно, православні мешканці Гаті були приписані до церкви у Білостоці. Про польські родини, які мешкали в Гаті, відомо, що вони належали до парафії у с. Скірче на досить значній віддалі від Гаті, де знаходився найближчий римо-католицький костьол. Хоча в с. Несвіч костьол св. Матвія був ближчим
Як розповідає відомий волинський краєзнавець Гр. Гуртовий, у першій половині XIX ст. «через землі урочища Придатки жителі села Білостока увесь час ворогували з гатівцями, іноді доходило навіть до бійок. На межі був струмок, що пливе з Воютина. Поміщик села Гаті, разом зі своїми кріпаками, захопив берег білосточан. Тоді власник значної частини Білостоку, поміщик Жабокрицький, під час жнив зібрав монастирських і казенних людей, озброїв їх списами та дрючками і вигнав «гатчуків». Під час «бою» гатівський пан смертельно поранив селянина з Білостока пострілом з рушниці. Щоб помститися за цю смерть, Жабокрицький повів своїх селян на Гать і спалив майже все село. Прикро, але подібне повторювалося кілька разів. Межа за греблею, як державний кордон, завжди була тривожною». Проте «тривоги тут спричиняли тільки пани — власники землі». На початку XX ст. панський маєток, який знаходився в Гаті на місці колгоспної бригади належав польській шляхетській родині Перетяковичів (Peretiakowiczów) чи Перетятковичів (Peretiatkowiczów), до якої, очевидно належав відомий польський правознавець і політичний діяч Антоні(й) Перетяткович (Antoni Peretiatkowicz, 1884—1956).
У часи польської окупації в міжвоєнний період Гать стала однією з 35 громад (gromada Hat') Торчинської гміни (gmina Torczyn) Луцького повіту (powiat Łuck) Волинського воєводства (Woj. wołyńskie). У селі почалося поступове впровадження сучасних технологій у сільське господарство, з'явилися перші сільськогосподарські машини. Це стосується не лише панського фільварку, але й заможніших селян, які мешкали у Гаті.
У період Другої світової війни мешканці Гаті активно підтримували та забезпечували продовольством загони УПА та інші українські партизанські формування. Родина Міхала Перетяковича залишила маєток напередодні вступу в село Червоної армії, у вересні 1939 р. Меншого його брата, Казимира Перетяковича, було схоплено НКВС і, очевидно, страчено. Його дружина Софія також була ув'язнена, проте пізніше приєдналася до армії генерала В. Андерса й померла в Тегерані. Маєток було спалено загоном УПА у червні 1943 р., при цьому загинули дві родини працівників-поляків.
Після вступу до села Радянської армії, на другий день Великодня (17 квітня 1944 р.), усі молоді чоловіки були мобілізовані до її лав. Більшість з них — загинула. На сільському кладовищі є пам'ятник загиблим мешканцям.
У 1947 році в селі в рамках колективізації було ліквідовано одноосібні господарства та створено колгосп. Мешканців сусідніх хуторів (Забара та ін.) переселено до села.
У 1960-х роках, під час так званого укрупнення, колгосп був включений на правах бригади до колгоспу «Дружба» з садибою у с. Воютин, який мав 3314 га землі, у тому числі 2661 га орної. Колгосп спеціалізувався на рільництві і м'ясо-молочному тваринництві. У післявоєнний період у Гаті діяла початкова школа та фельдшерсько-акушерський пункт.
Наприкінці 1980-х років до складу села було включено сусідній населений пункт Тертки й об'єднане село отримало назву Гать. Село Тертки відновлене, як окремий населений пункт, рішенням Волинської обласної ради від 12 серпня 2005 року. Межа між двома селами проходить по будівлі колишньої початкової школи.

## Населення
Згідно з переписом УРСР 1989 року чисельність наявного населення села становила 325 осіб, з яких 138 чоловіків та 187 жінок.
За переписом населення України 2001 року в селі мешкали 272 особи. 100 % населення вказало своєю рідною мовою українську мову.

## Релігія
У селі є громада св. Димитрія Солунського Православної церкви України. У 2008-13 рр., поблизу сільського цвинтаря, збудовано невеликий цегляний мурований храм (освячений 12 листопада 2013 р.), при якому діє парафіяльний хор. Проводи в с. Гать відбуваються у суботу Великоднього тижня.